# Badminton Library
Badminton Library, ou The Badminton Library of Sports and Pastimes, foi uma série de livros publicados entre os anos de 1885 e 1902. Todos os livros detalharam diferentes esportes e passatempos, como o golfe, críquete, futebol, ciclismo e patinação no gelo. Os livros foram dedicados ao príncipe de Gales, ou seja, o futuro rei Eduardo VII.